# Chris Murray (Eishockeyspieler, 1974)
Chris Murray (* 25. Oktober 1974 in Port Hardy, British Columbia) ist ein ehemaliger kanadischer Eishockeyspieler und derzeitiger -trainer, der im Verlauf seiner aktiven Karriere zwischen 1991 und 2001 unter anderem 257 Spiele für die Canadiens de Montréal, Hartford Whalers, Carolina Hurricanes, Ottawa Senators, Chicago Blackhawks und Dallas Stars in der National Hockey League (NHL) auf der Position des rechten Flügelstürmers bestritten hat. Seit 2014 ist Murray als Assistenztrainer bei seinem einstigen Juniorenteam Kamloops Blazers in der Western Hockey League (WHL) angestellt.

## Karriere
Nachdem Murray die Saison 1990/91 bei den Bellingham Ice Hawks in der British Columbia Junior Hockey League (BCJHL) verbracht hatte, wechselte er in der folgenden Spielzeit in die höherklassige Western Hockey League (WHL) zu den Kamloops Blazers. Dort verbrachte der rechte Flügelstürmer zwischen 1991 und 1994 drei erfolgreiche Jahre, in denen er in den Spielzeiten 1991/92 und 1993/94 jeweils das Double aus dem President’s Cup der WHL und dem Memorial Cup der gesamten Canadian Hockey League (CHL) gewann. Beim Memorial-Cup-Triumph 1992 blieb er jedoch ohne Einsatzminuten. In insgesamt 187 WHL-Spielen sammelte der Enforcer 58 Scorerpunkte und 846 Strafminuten. Da sein Spielertyp zur damaligen Zeit sehr gefragt war, wurde Murray im NHL Entry Draft 1994 in der dritten Runde an 54. Stelle von den Canadiens de Montréal aus der National Hockey League (NHL) ausgewählt.
Zur Saison 1994/95 wechselte der Kanadier umgehend in die Organisation der Canadiens de Montréal, wo er sich im Laufe der Zeit über Einsätze beim Farmteam Fredericton Canadiens in der American Hockey League (AHL) für einen Platz im NHL-Kader der Habs empfahl. Im Verlauf des Spieljahres 1995/96 etablierte sich Murray im Aufgebot der Canadiens, ehe er kurz vor der Trade Deadline im März 1997 zunächst mit Murray Baron im Tausch für Dave Manson an die Phoenix Coyotes abgegeben wurde und umgehend zu den Hartford Whalers transferiert wurde. Diese gaben im Gegenzug Gerald Diduck nach Phoenix ab. Für die Whalers absolvierte der Angreifer im restlichen Saisonverlauf acht Partien und zog über die Sommerpause mit dem Franchise nach Raleigh im Bundesstaat North Carolina um. In Diensten des nun unter dem Namen Carolina Hurricanes firmierenden Teams bestritt er weitere sieben Spiele, ehe er im November 1997 zu den Ottawa Senators transferiert wurde. Die kanadischen Hauptstädter gaben im Gegenzug Sean Hill an die Hurricanes ab.
In Ottawa fand der Stürmer für die folgenden eineinhalb Jahre eine neue sportliche Heimat. Im März 1999 erfolgte ein abermaliges Transfergeschäft, in dem er im Tausch für Nelson Emerson zu den Chicago Blackhawks abgegeben wurde. Wie bereits im Hartford/Carolina-Franchise bestritt Murray jedoch ebenfalls keine zweistellige Anzahl von Spielen. Nach vier Einsätzen im restlichen Saisonverlauf wurde er im NHL Waiver Draft im September 1999 von den Dallas Stars ausgewählt. Dort pendelte er in der Spielzeit 1999/2000 zwischen dem Kader der Stars und dem des Kooperationspartners Michigan K-Wings aus der International Hockey League (IHL). Mit auslaufendem Vertrag unterzeichnete Murray im Sommer 2000 schließlich einen Jahresvertrag bei den St. Louis Blues, die ihn die gesamte Saison 2000/01 im Farmteam Worcester IceCats in der AHL einsetzten. Im August 2001 wechselte er auf gleiche Weise in die Organisation der Toronto Maple Leafs, verkündete jedoch im Oktober 2001 – einen Tag vor seinem 27. Geburtstag – das Ende seiner aktiven Spielerlaufbahn.
Nach seinem mehrjährigen Rückzug vom Eishockeysport begann er zur Saison 2014/15 bei seinem Juniorenteam Kamloops Blazers als Assistenztrainer zu arbeiten.

## Erfolge und Auszeichnungen
- 1992 President’s-Cup-Gewinn mit den Kamloops Blazers
- 1992 Memorial-Cup-Gewinn mit den Kamloops Blazers
- 1994 President’s-Cup-Gewinn mit den Kamloops Blazers
- 1994 Memorial-Cup-Gewinn mit den Kamloops Blazers

## Karrierestatistik
(Legende zur Spielerstatistik: Sp oder GP = absolvierte Spiele; T oder G = erzielte Tore; V oder A = erzielte Assists; Pkt oder Pts = erzielte Scorerpunkte; SM oder PIM = erhaltene Strafminuten; +/− = Plus/Minus-Bilanz; PP = erzielte Überzahltore; SH = erzielte Unterzahltore; GW = erzielte Siegtore; 1 Play-downs/Relegation; Kursiv: Statistik nicht vollständig)